# 藤田昌雄
藤田 昌雄（ふじた まさお、1972年 -　）は、日本の軍事史家。

## 人物・来歴
東京都に生まれる。日本陸軍を中心に兵站、軍事史を研究する。軍事史学会会員、軍事法規研究会顧問。

## 著書
- 『もう一つの陸軍兵器史 知られざる鹵獲兵器と同盟軍の実態』光人社、2004年2月
- 『激戦場皇軍うらばなし』光人社、2006年4月
- 『写真で見る海軍糧食史』光人社、2007年3月
- 『写真で見る日本陸軍兵営の食事』光人社、2009年8月
- 『写真で見る日本陸軍兵営の生活』光人社、2011年9月
- 『日本の装甲列車』潮書房光人社、2013年3月
- 『日本本土決戦 知られざる国民義勇戦闘隊の全貌』潮書房光人社、2015年4月
- （編著）『陸軍と性病 花柳病対策と慰安所』えにし書房、2015年6月
- 『写真で見る明治の軍装』潮書房光人社、2016年1月
- 『写真で見る大正の軍装』潮書房光人社、2017年6月
- 『陸軍と厠 知られざる軍隊の衛生史』潮書房光人新社、2018年12月
- 『日本陸軍の基礎知識 昭和の生活編』潮書房光人新社、2018年4月
- 『日本陸軍の基礎知識 昭和の戦場編』潮書房光人新社、2019年8月